# فینال بزرگ ای–لیگ ۲۰۱۹
فینال بزرگ ای-لیگ ۲۰۱۹ (به انگلیسی: 2019 A-League Grand Final) چهاردهمین دوره از بازی‌های فینال بزرگ ای-لیگ استرالیا و بازی تعیین کننده قهرمان ای-لیگ ۱۹–۲۰۱۸ بود. این بازی در ۱۹ مه ۲۰۱۹ در ورزشگاه آپتوس در پرث، بین پرث گلوری و سیدنی انجام شد که به‌ترتیب فصل عادی را در جایگاه اول و دوم به پایان رساندند. این اولین فینال بزرگ ای-لیگ بود که در پرث میزبانی شد و پرتعدادترین فینال بزرگ تاریخ ای-لیگ از نظر حضور تماشاگر است.
سیدنی در پنجمین فینال بزرگ خود شرکت کرد، که سه فینال از چهار فینال قبلی را پیش از انجام این مسابقه، پیروز شده‌بود. پرث در ششمین فینال بزرگ خود در مجموع و دومین در دوران ای-لیگ شرکت کرد که دو فینال از پنج فینال بزرگ قبلی را به پیروز شده‌بود.
این بازی پس از وقت اضافه ۰–۰ به‌پایان رسید و سیدنی با پیروزی ۴–۱ بر پنالتی‌ها چهارمین عنوان قهرمانی ای-لیگ خود را تضمین کرد.

## تیم‌ها
| تیم       | تعداد حضور در فینال‌های بزرگ قبلی (پررنگ به‌معنی قهرمانی) |
| --------- | ------------------------------------------------------- |
| پرث گلوری | ۵ (۲۰۰۰، ۲۰۰۲، ۲۰۰۳، ۲۰۰۴، ۲۰۱۲)                        |
| سیدنی     | ۴ (۲۰۰۶، ۲۰۱۰، ۲۰۱۵، ۲۰۱۷)                              |

## مسیر رسیدن به فینال
فصل ۱۹–۲۰۱۸ چهاردهمین لیگ از زمان تأسیس در سال ۲۰۰۵، و ۴۲مین فصل رده بالا فوتبال اتحادیه در استرالیا بود. هر تیم در طول فصل سه بار برای مجموع بیست و هفت مسابقه در مقابل یکدیگر بازی می کردند. پس از فصل عادی، شش تیم برتر واجد شرایط بازی در فینال با تیم‌هایی شدند که بین سوم تا ششم، در هفته ۱ فینال‌ها جای گرفتند در حالی که دو تیم برتر به‌عنوان پاداش یک هفته مرخصی گرفتند. این بدان معنی بود که بازی‌ها در هفته اول بین تیم‌های آدلاید یونایتد، ملبورن سیتی، ملبورن ویکتوری و ولینگتون فونیکس انجام می‌شد در حالی که پرث گلوری و سیدنی برای هفته اول معافیت از بازی داشتند.

### پرث گلوری
در طول پیش فصل، آن‌ها فوتبالیست سابق تیم ملی استرالیا تومیاسلاو مِرِسلا را از باشگاه کره‌ای چونام دراگونز و متیو اشپیرانوویچ را از باشگاه چینی هانگژو گرین‌تاون و جیسون دیویدسون را از باشگاه کروات رییکا در آنچه که به یک سه نفر در خط پشتی دفاع تبدیل شد، به‌خدمت گرفتند. آن‌ها در بازی افتتاحیه فصل با وسترن سیدنی واندررز ۱–۱ در خانه بازی را به‌تساوی کشیدند و اندی کیو اولین گل را برای پرث در فصل ۱۹–۲۰۱۸ به‌ثمر رساند. پرث پس از کسب برد در دور ۲ و ۳ پس از ناک اوت کردن آدلاید یونایتد با دو گل در نیمه دوم از اندی کیو و کریس ایکانومیدیس برای تضمین پیروزی به صدر جدول رفت.

### سیدنی
آن‌ها در پیش فصل، ۱۰ بازی با تیم‌های مختلف از جمله ۲ تیم باشگاهی چینی، ۷ تیم باشگاهی استرالیایی و همچنین یک بازی با تیم ملی فوتبال زیر ۲۳ سال هند انجام دادند که سیدنی ۰–۳ پیروز میدان شد. سیدنی بازی افتتاحیه فصل خود را در خانه آدلاید یونایتد با تساوی ۱–۱ با گلزنی آدام لو فوندر در دقیقه ۷۷ آغاز کرد. در نیم فصل، سیدنی برای تقویت خط حمله خود، رضا قوچان‌نژاد مهاجم سابق تیم ملی را به‌طور قرضی از آپوئل به‌خدمت گرفت که در فینال بزرگ مقابل پرث گلوری، پنالتی و گل آخر و برنده را به‌ثمر رساند.

## پیش از بازی

### محل برگزاری
فینال بزرگ در ورزشگاه آپتوس در پرث برگزار شد، و این دومین باری بود که یک بازی بزرگ فوتبال در این ورزشگاه، پس از بازی دوستانه بین پرث و چلسی در ۲۳ ژوئیه ۲۰۱۸ برگزار شد.

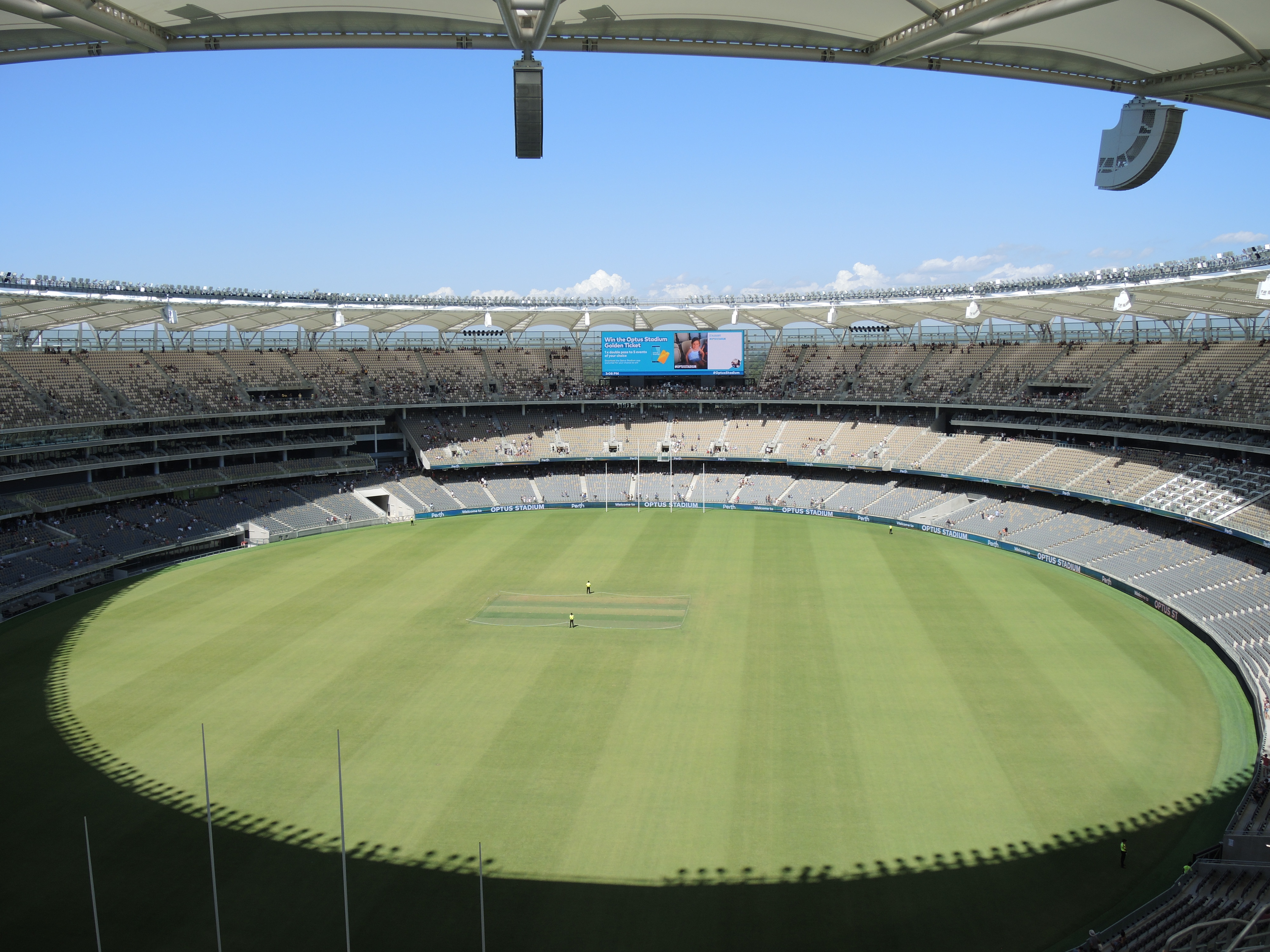
ورزشگاه آپتوس در پرث میزبان فینال بزرگ ای-لیگ ۲۰۱۹ بود

### جزئیات بلیط
فروش بلیط از روز دوشنبه قبل از این رویداد آغاز شد. در چند ساعت اول بیش از ۳۵٬۰۰۰ بلیط فروخته شده‌بود که ۲۰٬۰۰۰ بلیط آن از اعضای باشگاه بود. دو روز بعد بلیط‌ها برای عموم مردم به فروش گذاشته‌شد.

## بازی
| پرث گلوری                 | ۰–۰ | سیدنی                                  |
| ------------------------- | --- | -------------------------------------- |
|                           |     |                                        |
| ضربات پنالتی              |     |                                        |
| - خواندی - کیو - سانتالاب | ۱–۴ | - لو فوندر - اونیل - گرانت - قوچان‌نژاد |

| Perth Glory | Sydney FC |

| GK                 | 33 | لیام ردی         |           |
| CB                 | 6  | دینو جولبیک      | '116      |
| CB                 | 13 | متیو اشپیرانوویچ |           |
| CB                 | 4  | شین لوری         | '23       |
| RM                 | 5  | ایوان فرانیش     | '90       |
| CM                 | 88 | نیل کیلکنی       | '69, '105 |
| CM                 | 27 | خواندی           | '90+1     |
| LM                 | 3  | جیسون دیویدسون   |           |
| RF                 | 7  | جوئل کیانیس      | '73       |
| CF                 | 17 | دیگو کاسترو      |           |
| LF                 | 19 | کریس ایکونومیدیس | '115      |
| ذخیره:             |    |                  |           |
| GK                 | 1  | تاندو ولافی      |           |
| DF                 | 23 | اسکات نویل       | '90       |
| MF                 | 20 | جیک بریمر        | '105      |
| FW                 | 9  | اندی کیو         | '73       |
| FW                 | 11 | برندون سانتالاب  | '115      |
| مربی: تونی پاپاویک |    |                  |           |
|                    |    |                  |           |

| GK                    | 1  | اندرو ردمین    |          |
| RB                    | 23 | رایان گرانت    | '88      |
| CB                    | 4  | الکس ویلکینسون |          |
| CB                    | 2  | آرون کالور     |          |
| LB                    | 7  | مایکل زولو     |          |
| AM                    | 22 | سیم دی یونگ    | '55, '78 |
| DM                    | 6  | یاشوا بریلیانت |          |
| DM                    | 13 | برندون اونیل   |          |
| AM                    | 10 | میلوش نینکوویچ |          |
| CF                    | 14 | الکس بروسکه    | '95      |
| CF                    | 9  | آدام لو فوندر  |          |
| ذخیره:                |    |                |          |
| GK                    | 20 | الکس شیزاک     |          |
| MF                    | 8  | پائولو رتره    |          |
| MF                    | 11 | دنیل دسیلوا    |          |
| MF                    | 17 | آنتونی کاسرس   | '78      |
| FW                    | 16 | رضا قوچان‌نژاد  | '95      |
| مربی استیو کوریکا '31 |    |                |          |
|                       |    |                |          |

| قهرمان ای-لیگ ۲۰۱۹ |
| ------------------ |
| استرالیا           |
| سیدنی              |

### آمار
|               | پرث گلوری | سیدنی |
| ------------- | --------- | ----- |
| گل            | ۰         | ۰     |
| شوت           | ۱۰        | ۳     |
| شوت در چارچوب | ۲         | ۰     |
| مالکیت        | ۵۹%       | ۴۱%   |
| کرنر          | ۸         | ۲     |
| خطا           | ۱۶        | ۱۹    |
| آفساید        | ۲         | ۴     |
| کارت زرد      | ۴         | ۲     |
| کارت قرمز     | ۰         | ۰     |

## پخش زنده
فینال بزرگ به‌صورت زنده در سراسر استرالیا از شبکه‌های ورزشی فاکس اسپورتس و شبکه ۱۰ پخش شد. حق پخش رادیویی برای فینال بزرگ توسط ای‌بی‌سی با پوشش از بازی برای شنوندگان آن‌ها گرفته‌شد.